# Nayemont-les-Fosses
Nayemont-les-Fosses ist eine  gelegene französische Gemeinde im Département Vosges in der Region Grand Est (bis 2015 Lothringen). Sie gehört zum Kanton Saint-Dié-des-Vosges-2 im Arrondissement Saint-Dié-des-Vosges. Die Bewohner nennen sich die Nayemontais(es).

## Lage
Die Gemeinde Nayemont-les-Fosses liegt auf 500 Metern über dem Meer in den Vogesen, sechs Kilometer nordöstlich der Innenstadt von Saint-Dié. Sie grenzt im Norden an Ban-de-Sapt, im Nordosten an La Petite-Fosse, im Osten an Frapelle, Neuvillers-sur-Fave und Pair-et-Grandrupt, im Süden an Sainte-Marguerite und im Westen an Saint-Dié-des-Vosges. Zu Nayemont-les-Fosses gehören neben der Hauptsiedlung auch die Weiler Village, Basses-Fosses, Brompont, Dijon und Hautes-Fosses. 

## Bevölkerungsentwicklung
| Jahr                       | 1962 | 1968 | 1975 | 1982 | 1990 | 1999 | 2006 | 2012 | 2021 |
| Einwohner                  | 314  | 395  | 651  | 844  | 830  | 825  | 881  | 858  | 774  |
| Quellen: Cassini und INSEE |      |      |      |      |      |      |      |      |      |

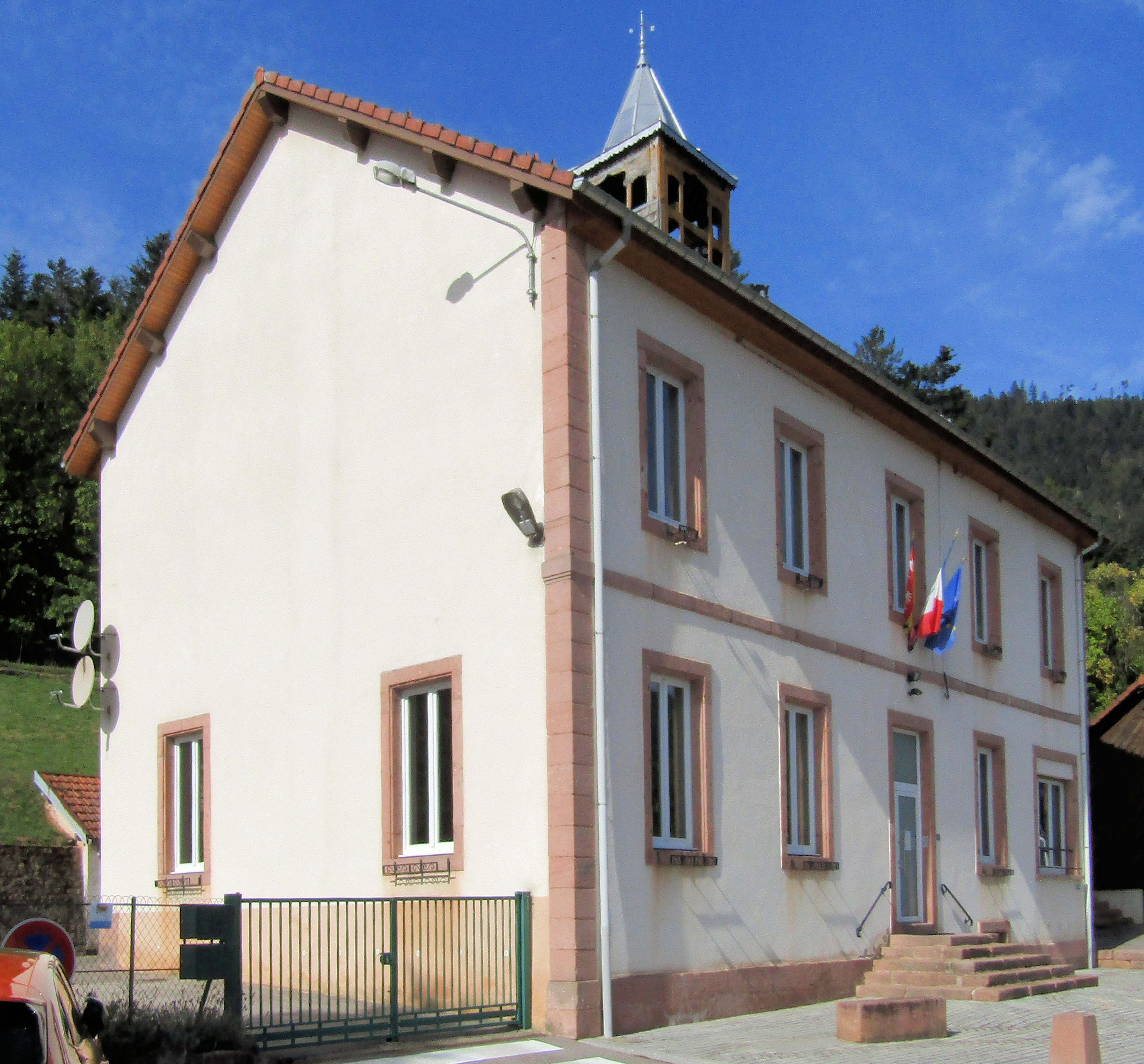
Rathaus (mairie)
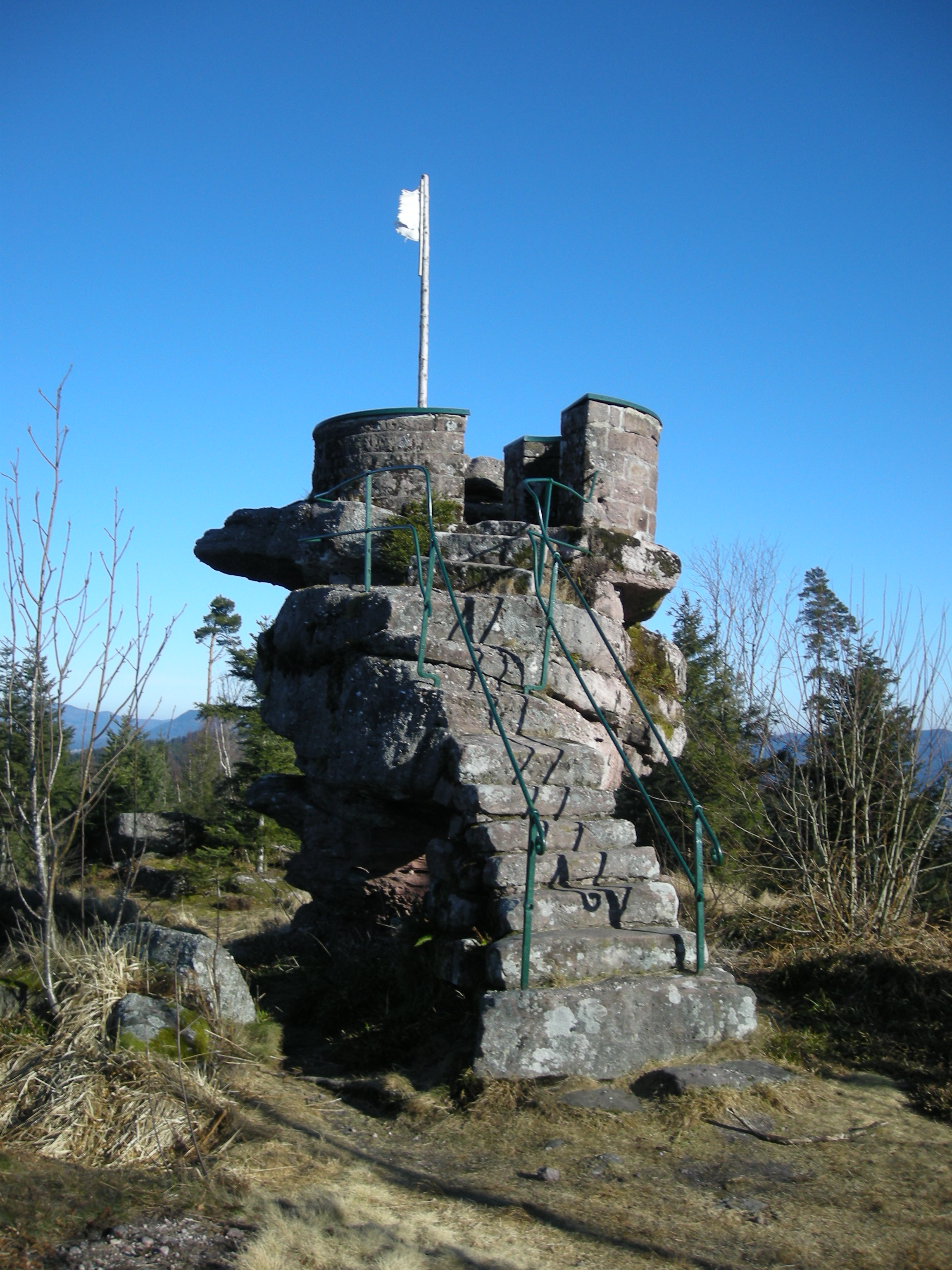
Ehemaliges Signalobservatorium am Roche du Sapin Sec